# Вермилион (Охајо)
Вермилион (енгл. Vermilion) град је у америчкој савезној држави Охајо.

## Демографија
По попису из 2010. године број становника је 10.594, што је 333 (-3,0%) становника мање него 2000. године.
| Група             | 2000.          | 2010.          |
| Белци             | 10.594 (97,0%) | 10.042 (94,8%) |
| Афроамериканци    | 19 (0,2%)      | 35 (0,3%)      |
| Азијати           | 23 (0,2%)      | 33 (0,3%)      |
| Хиспаноамериканци | 190 (1,7%)     | 300 (2,8%)     |
| Укупно            | 10.927         | 10.594         |